# Katar (powieść)
Katar – powieść Stanisława Lema. Po raz pierwszy wydana nakładem Wydawnictwa Literackiego w roku 1976. 
Katar to powieść z gatunku detektywistycznych, jednak autor wprowadził do niej wiele elementów nietradycyjnych w tym nurcie. Czytelnik, śledząc rozwój akcji, nie tylko uczestniczy w rozwiązywaniu zagadki i sam stara się dociec przyczyn serii wypadków, ale także rozważa, czy mogły się one wydarzyć w wyniku kompletnego przypadku. Przy takim podejściu, co rzadko cechuje dzieła z tego nurtu, role podejrzanych pełnią też prawa natury, jak prawdopodobieństwo czy teoria chaosu, co wprowadza do powieści elementy fantastyki naukowej, mimo że jej akcja osadzona jest w teraźniejszości.

## Opis fabuły
Były astronauta jest zatrudniony przez agencję detektywistyczną do pomocy w śledztwie zajmującym się serią tajemniczych wypadków. Kilka ofiar oszalało i popełniło samobójstwo podczas wakacji w Neapolu - na pierwszy rzut oka bez przyczyny. Z powodu pewnych podobieństw poszczególnych przypadków, najbardziej prawdopodobną wydaje się być teoria morderstwa seryjnego z użyciem trucizny, jednak nie jest do końca pewne jakie (o ile w ogóle) związki łączą poszczególne ofiary.
Podczas śledztwa okazuje się, że pewne niegroźne osobno chemikalia, występując razem tworzą silny środek depresyjny. Główny bohater także ulega wpływowi tych substancji, jednak jego wyszkolenie pomaga mu przezwyciężyć ich efekty i rozwikłać zagadkę. W końcu odkrywa on źródło chemikaliów i wykazuje jak przypadkowe działania i połączenia tych substancji wiodły do feralnych zgonów.

## Odbiór
Powieść (W związku z wydaniem zbioru Śledztwo. Katar) zrecenzował Leszek Bugajski dla "Fantastyki" (3/83, s. 50-51).